# مادرید (آلاباما)
مادرید (به انگلیسی: Madrid) شهری در شهرستان هوستون ایالت آلاباما است که مساحت آن ۵٫۰۲ کیلومتر مربع است و در سرشماری سال ۲۰۱۰ میلادی، ۳۵۰ نفر جمعیت داشته و تراکم جمعیتی آن، ۶۹٫۷۲ نفر در هر کیلومتر مربع بوده است.